# Fryderyk Chopin (moneta kolekcjonerska 2000 złotych)
Fryderyk Chopin – moneta kolekcjonerska, wybita w złocie, o nominale 2000 zł, wyemitowana przez Narodowy Bank Polski 25 kwietnia 1977, zarządzeniem z dnia 8 kwietnia 1977 r. Z formalnego punktu widzenia, przestała być prawnym środkiem płatniczym z dniem denominacji z 1 stycznia 1995 roku, rozporządzeniem prezesa Narodowego Banku Polskiego z dnia 18 listopada 1994 (Monitor Polski nr 61 poz 541).
Moneta była bita w ramach serii tematycznej Wielcy Polacy.

## Awers
W centralnym punkcie umieszczono godło – orła bez korony, poniżej napis „ ZŁ 2000 ZŁ”, po obu strona orła rok emisji 1977, pod łapą orła znak mennicy w Warszawie, dookoła napis „POLSKA RZECZPOSPOLITA LUDOWA”.

## Rewers
Na tej stronie monety znajduje się lewy profil Fryderyka Chopina, dookoła napis „FRYDERYK CHOPIN 1810–1849”.

## Nakład
Monetę wybito w Mennicy Państwowej w Warszawie, stemplem lustrzanym, w złocie próby 900, na krążku o średnicy 21 mm, masie 8 gramów, z rantem gładkim, w nakładzie 4000 sztuk. Projektantami byli: Stanisława Wątróbska (awers) oraz Jerzy Jarnuszkiewicz (rewers).

## Opis
Moneta była pierwszą monetą złotą o tym nominale, wyemitowaną przez Narodowy Bank Polski w okresie okresu PRL.

## Powiązane monety
Z identycznym rysunkiem rewersu Narodowy Bank Polski wyemitował w latach 1972 i 1974, monetę kolekcjonerską w srebrze Ag750, o nominale 50 złotych, średnicy 30 mm, masie 12,75 grama, z rantem gładkim.

## Wersje próbne
Monetę wybito również w serii monet próbnych w niklu w nakładzie 500 sztuk. Znane są również próbne wersje technologiczne:
- w złocie (6 sztuk),
- w aluminium (nakład nieznany),
- w miedzi (nakład nieznany).